# Vetenskap och politik i nationalekonomien
Vetenskap och politik i nationalekonomin av Gunnar Myrdal utkom 1930 och är en doktrinhistorisk analys av de nationalekonomiska idéernas historia. En analys som fått stor betydelsen i internationell samhällsvetenskaplig debatt. Boken är en av Myrdals tidigaste. Den kritiserar de liberala ekonomerna och deras metod att dra politiska slutsatser från - enligt Myrdal - förment objektiva analyser. Han spårar där den nationalekonomiska teorins ursprung till de normativa filosofiska teorierna under upplysningtiden och analyserar deras senare utveckling.  Bokens intresseområde "objektivitetsproblemet" inom samhällsforskningen kom att utvecklas av Myrdal i hans senare forskning.